# Baskere
Baskere (baskisk: euskaldunak; spansk: vascos; fransk: basques) er et indfødt folkeslag i Europa, der taler det ikke-indoeuropæiske sprog baskisk, og bebor Baskerlandet, der strækker sig fra nordlige Spanien til vestlige Sydfrankrig. Siden antikken har baskerne været underlagt større imperier og kongedømmer, og i dag stræber de fleste efter selvstændighed og løsrivelse af Baskerlandet fra Spanien og Frankrig. De kendes mest for baskerhuen, der også kendes i forbindelse med den voldelige baskiske organisation ETA i Spanien.

## Historie
Baskerne blev nævnt af romerne i antikken som Vascones og Aquitanes, da Romerriget erobrede Gallien og den iberiske halvø. Af baskernes latinske navn Vasco stammer også Gascogne området i Frankrig. Siden deres sprog ikke er indoeuropæisk, antages der, at baskerne har beboet Baskerlandet og omegn siden bronzealderen længe før indoeuropæerne, eller endda før landbrugsrevolutionen nåede Europa.
Under den spanske borgerkrig kæmpede baskerne på republikanernes side mod diktator Franco, som hævnede sig i april 1937, hvor hans allierede Hitler bombede baskerbyen Guernica. Hundredvis af civile omkom og byen blev jævnet med jorden. Med Picassos berømte maleri Guernica blev byen et verdenskendt symbol for krigsforbrydelser og rædsler. 

Efter anden verdenskrig forfulgte Franco baskerne i Spanien, hvor deres sprog og kultur blev forbudt. I 1959 opstod baskernes selvstændigheds-gruppe ETA, der udviklede sig til en guerrilabevægelse, der angreb den spanske diktatur med henrettelser, bombninger og kidnapninger af politikere og politifolk, og dræbte adskillige civile.
Først efter Francos død fik baskerne i 1978 frihed og en form for selvstyre i Baskerlandet uden Navarra. Den voldelige konflikt mellem ETA og den spanske regering er dæmpet. I Frankrig har baskerne ikke autonomi.

## Identitet
Baskernes eget navn for sig selv er euskaldun (baskisk-talerne) og deres navn for Baskerlandet er Euskal Herria (Baskiske Sprog-land). Francos forbud mod baskersproget gjorde, at i dag er det kun 25-30% af baskerne i Spanien, der har baskisk som modersprog, da hele generationer af baskere blev tvunget til at lære spansk i skolen. I Frankrig har der også været forbud mod baskersprog i skolerne, og de franske baskere taler fransk. I dag er baskernes kultur blomstret op igen og sproget betragtes som noget af det vigtigste for baskernes selvforståelse og identitet. 

## Beklædning
Baskerfolket har givet navn til den velkendte baskerhue (txapela eller boneta på baskisk), de baskiske fårehyrder i Pyrenæerne-bjergene i Sydfrankrig brugte. Den blev populær i det 19. århundrede, da huen blev brugt i den fransk hær af Chasseurs Alpine-bjergregimenter. Efter 1. verdenskrig har huen spredt sig fra den franske hær til andre landes militær som Belgien og England, her især tankregimentet. I 1920'erne blev den billige sorte baskerhue også symbol på arbejderklassen i Spanien og Frankrig, hvor der blev lavet millioner af huer til civile, og så kom huen på mode i Frankrig og resten af verdenen. Siden blev baskerhuen en stereotype på fransk beklædning. I det spanske Baskerland er baskerhuen stadig meget populær nationalsymbol, hvor man bærer blå og sorte baskerhuer til hverdag, og røde og hvide baskerhuer med folkedragt til helligdag og folkefest.